# Helmut H. Schaefer
Helmut Heinrich Schaefer (14 de febrero de 1925 en Großenhain, República de Weimar – 16 de diciembre de 2005 en Tubinga, Alemania) fue un matemático alemán que trabajó principalmente en análisis funcional. Sus dos monografías científicas más conocidas se titulan Espacios Vectoriales Topológicos (1966) y Retículos de Banach y Operadores Positivos (1974). El primero de ellos fue posteriormente traducido al español y al ruso. El segundo lo convirtió en un académico líder y reconocido internacionalmente en este campo particular de las matemáticas. (Roquette y Wolff, 2006)

## Semblanza
Cuando era adolescente, Helmut Schaefer asistió al Internado Sankt Afra para niños superdotados en Meißen, Alemania, con una beca basada en méritos. En 1943, cuando entonces tenía 18 años, fue reclutado para servir como intérprete de la inteligencia angloamericana. Después de la guerra estudió matemáticas en la Universidad Politécnica de Dresde y en la Universidad de Leipzig, donde obtuvo su doctorado en 1951 y su habilitación en 1954. El profesor Ernst Hölder fue su asesor académico en Leipzig. En 1956 aceptó una oferta de la Universidad Martín Lutero de Halle-Wittenberg como profesor de matemáticas.
En 1957, junto con su esposa y sus dos hijos, se escapó desde la República Democrática Alemana a la República Federal Alemana. Durante un año, trabajó con el profesor Gottfried Köthe en la Universidad de Maguncia. En 1958 se convirtió en profesor asociado en la Universidad Estatal de Washington, y unos años más tarde, junto con su esposa y sus por entonces tres hijos se trasladó a Ann Arbor para trabajar en la Universidad de Míchigan. Posteriormente, en 1963, aceptó una oferta de la Universidad de Tubinga en Alemania, donde permaneció hasta su jubilación en 1990. En Tubinga ocupó dos mandatos como jefe de departamento.
Interrumpiendo este período en varias ocasiones y tras jubilarse en Tubinga, pasó varios períodos de un año o semestres como profesor visitante o titular en varias universidades estadounidenses, incluidas la Universidad de Illinois en Urbana-Champaign, la Universidad de Maryland, el Instituto Tecnológico de California en Pasadena, la Universidad de Texas A&M en College Station, y la Universidad Atlántica de Florida en Boca Ratón. Permaneció activo en la investigación matemática hasta el año 1999, momento en el que se dedicó por completo a su afición de toda la vida: la astronomía, especialmente la astrofotografía.
En 1978 fue aceptado como miembro de pleno derecho de la promoción de Matemáticas y Ciencias Naturales de la Academia de las Ciencias de Heidelberg. Anteriormente, había ingresado como miembro de la Academia de Ciencias de Zaragoza (España). A lo largo de su carrera docente, logró atraer a muchos estudiantes al campo del análisis funcional, combinando una expectativa de alto rendimiento con una actitud tolerante, humorística y objetiva. Diez de sus estudiantes de doctorado se convirtieron en profesores en varias universidades de Alemania y Estados Unidos (Roquette & Wolff, 2006). Entre sus estudiantes de doctorado figuraron Wolfgang Arendt, Rainer Nagel y Bertram John Walsh.

## Publicaciones
- Schaefer, Helmut H.; Wolff, Manfred P. (1999). Topological Vector Spaces. GTM 8 (Second edición). New York, NY: Springer New York Imprint Springer. ISBN 978-1-4612-7155-0. OCLC 840278135.